# Cmentarz Piatnicki
Cmentarz Piatnicki w Moskwie (ros. Пятницкое кладбище) – nekropolia w północno-zachodniej części Moskwy (rejon aleksiejewski)
Powstał jako jeden z dziewięciu na mocy dekretu Katarzyny II z 24 marca 1771. W grudniu 1772 została poświęcona służąca jej drewniana cerkiew św. Paraskiewy przy drodze Troickiej. Zastąpiła jej wyświęcona w 1835 kamienna cerkiew św. Trójcy, zaprojektowanej przez Afanasija Grigoriewa, który wcześniej rozplanował kompleks architektoniczny Cmentarza Wagańkowskiego. Nazwa cmentarza pochodzi od znajdującej się w kaplicy Piątku Świętej Paraskiewy. Na cmentarzu znajduje się również kaplica św. Symeona perskiego projektu Nikołaja Błagowieszczenskogo. Ufundował ją w 1915 kupiec S. Zajcew. W okresie komunizmu służyła jako magazyn; została ponownie poświęcona w 2000.
Na mapach Moskwy z początku XIX wieku zaznaczona jest osobna kwatera cmentarza dla ofiar epidemii. Obecnie w tym miejscu znajdują się zabudowania muzeum kolejnictwa. Na cmentarzu znajdują się liczne grobowce rodzin kupieckich z przełomu XIX i XX wieku oraz zbiorowa mogiła żołnierzy poległych w II wojnie światowej.